# Stiphodon discotorquatus
Stiphodon discotorquatus är en fiskart som beskrevs av Watson, 1995. Stiphodon discotorquatus ingår i släktet Stiphodon och familjen smörbultsfiskar. IUCN kategoriserar arten globalt som akut hotad. Inga underarter finns listade i Catalogue of Life.